# دموگزپام
دموگزپام (انگلیسی: Demoxepam) دارویی از مشتقات بنزودیازپین است. این ماده متابولیت کلردیازپوکساید است و دارای خواص ضد تشنجی و احتمالاً سایر خواص بنزودیازپین است.